# Ga Cổ Phúc
Ga Cổ Phúc là một nhà ga xe lửa tại huyện Trấn Yên tỉnh Yên Bái. Nhà ga là một điểm của đường sắt Hà Nội - Lào Cai và nối với ga Yên Bái với ga Ngòi Hóp.
| Ga trước Yên Bái | Đường sắt Việt Nam Đường sắt Hà Nội - Lào Cai | Ga sau Ngòi Hóp |